# Vicente Celestino Duarte
Vicente Celestino Duarte Díez (1802-1865) fue un comerciante y activista a favor de la independencia de la República Dominicana. Fue el hermano mayor de Juan Pablo Duarte, uno de los padres de la patria dominicana.

## Biografía
Vicente Celestino nació en Mayagüez, para entonces era un poblado en la colonia española de Puerto Rico. Sus padres fueron Juan José Duarte Rodríguez y Manuela Díez Jiménez. Fue el mayor de diez hermanos, algunos de los cuales fallecieron a temprana edad. 
Desde temprana edad, Vicente Celestino se dedicó al comercio de madera, venta de reses y negocios de tienda en la comunidad de San José de los Llanos, en Santo Domingo. Contrajo matrimonio con María Trinidad Villeta y Ponce de León, unión de la que nacieron siete hijos: Enrique, María, Vicente María, Fernando, María Isidora, Romualdo Ricardo y Wenceslao Camilo.
Vicente, un ferviente convencido de las ideas políticas de su hermano Juan Pablo, formó parte del grupo de fundadores de la sociedad secreta La Trinitaria.  Esto le acarreó problemas de índole política y fue perseguido por Charles Hérard, por lo que se vio obligado a permanecer oculto en la parte oriental de la Isla Española.
El 27 de febrero de 1844 Vicente Celestino participó activamente como soldado en el movimiento independentista y formó parte de la comisión que intervino en la capitulación de las autoridades haitianas.
Luego de la gesta independentista en 1844, Pedro Santana le obligó a exiliarse en los Estados Unidos y posteriormente se trasladó a Venezuela. En 1848 retornó al país, acogiéndose a la amnistía que dispuso el Congreso Nacional Dominicano a favor de los "febrerístas", es decir los que habían participado en el movimiento independentista de febrero de 1844.
Durante el período 1854-1856. Vicente Celestino vivió en la comunidad de Los Llanos dedicado a sus negocios. En 1857 fue nombrado diputado ante la «Asamblea revisora de Moca», la reformó la Constitución en un sentido liberal.
Con el advenimiento de la anexión a España, partió a Caracas. Allá se reunió con su hermano Juan Pablo Duarte y en 1864 retornaron juntos a República Dominicana.
EL 23 de abril de 1864  fue designado como  «pagador» de las tropas restauradoras en Bermejo y en el ataque restaurador a San José de los Llanos fue reconocido por Gregorio Luperón por su valor y destreza, tanto en la gesta independentista como en la Guerra de la Restauración. 
Querido y respetado, pasó los últimos años de su vida en Los Llanos. Murió alrededor de 1865 en Santo Domingo.